# 氟奋乃静
氟奋乃静（INN:fluphenazine），常見商品名稱為Prolixin，為一種精神科藥物，用于治疗包括精神分裂症在內的慢性思覺失調，並與氯丙嗪等低潛能（在此特別是指與多巴胺受體D2結合的親和力較低）的藥品效果相似。本品可透過口服、肌肉注射，以及皮下注射給藥。長效針劑的藥效可持續最多四周。憂鬱症重症患者不適合使用癸酸針劑型。
常見副作用包含運動障礙、昏睡、抑郁，以及體重增加。嚴重副作用則包含抗精神藥物惡性症候群、白细胞减少症。以及永久性的運動障礙遲發性運動不能。失智症造成精神錯亂的年長者服藥可能增加死亡風險。本品也會增加催乳素分泌，導致乳溢症、男性乳房發育、陽痿，或是無月經。妊娠期間用藥的安全性尚不清楚，本品屬於吩噻嗪類典型抗精神病藥物。其作用機轉迄今仍不清楚，可能與其具有多巴胺受體拮抗劑的活性有關。長期服用吩噻嗪類藥物者，有40%的患者肝功能測試會有異常的情形。
氟奋乃静於1959年開始進入醫療用途。其針劑已列名於世界卫生组织基本药物标准清单之中，為基礎公衛體系必備藥物之一。在美國每日正常劑量的口服藥錠批發價約介於0.22至0.42美金之間。2014年，在发展中国家同樣劑量的針劑型批發價介於0.20至6.20美金之間。
一份考科藍合作組織於2018年發表的回顧指出，氟奮乃靜並非治療思覺失調症的最佳選擇，其他副作用較少且價格合理的藥物可能同樣有效。另一份考科藍合作組織於2018年發表的回顧也提出僅有少量證據顯示新型非典型抗精神病藥物的耐受性優於氟奮乃靜 。氟奮乃靜有癸酸針劑和庚酸針劑兩種長效肌肉注射劑型
。

## 副作用

### 停藥
英國國家藥典建議以逐步的方式停用抗精神病藥物，以降低急性戒斷症候群和疾病快速復發的風險 。停藥後常見的症狀包含有噁心、嘔吐、食慾不振，其他可能症狀則有躁動、多汗、失眠。而在少數情況下，可能出現眩暈、麻木或肌肉痛。這些不適通常會在短期內消退。
初步研究指出，停用抗精神病藥物可能引發精神病（思覺失調），也可能使原先治療的疾病復發。罕見的是，停藥後可能出現遲發性運動不能。

## 禁忌症
氟奮乃靜禁用於患有肝膽疾病或肝功能不全的患者，因為它可能誘發或加重膽汁鬱積性黃疸。
如果絕對嗜中性白血球計數（Absolute neutrophil count, ANC）低於1,000，應停用此藥。如果患者的白血球總數出現無法解釋的下降，應考慮停用。
本藥物帶有黑框警告，提醒在患有與重度神經認知障礙和其他失智症相關精神病的老年患者中使用時，會增加腦血管意外和死亡的風險。統合分析的結果顯示，服用抗精神病藥物（包含氟奮乃靜）的患有重度神經認知障礙和相關精神病的老年患者，會比服用安慰劑的死亡風險增加1.6到1.7倍。

## 藥理學

### 药效动力学
氟奮乃靜主要通過阻斷基底神經節、皮層和邊緣系統中後突觸的多巴胺受體D2而發揮作用。它亦可阻斷α1腎上腺能受体、毒蕈堿型M1受体和组胺H1受体。

## 歷史
思覺失調於19世紀的最後幾年才被清楚定義。而至1952年，由於吩噻嗪衍生物氯丙嗪的問世，才發現一種治療這種病症的有效方法。不久之後，長效注射劑型的抗精神病藥物也開始出現。氟奋乃静於1959年開始進入醫療用途，並於1966年推出氟奮乃靜庚酸針劑和1968年推出癸酸針劑。

## 供應
此藥物的注射劑型列名於世界衛生組織基本藥物標準清單之中。市面上有其通用名藥物（學名藥）販售。

## 獸醫學用途
在馬身上，有時會注射本品以作為抗焦慮劑，但有許多不良反應，且遭到許多馬術競技組織禁用。